# Hyojeong
Hyojeong, född 1831, död 1904, var en koreansk drottning 1844–1849, gift med kung Heonjong av Korea. 
Hon utvaldes till att gifta sig med kungen vid tretton års ålder sedan hennes företrädare hade avlidit barnlös 1843. Hennes föräldrar fick titlarna prins och prinsessa. Hon fick inga barn. Hennes make avled 1849 efter ett barnlös äktenskap. En avlägsen släkting till kungen Cheoljong, utvaldes då till hans efterträdare. Även kung Cheoljong avled barnlös 1864, och en släkting utvaldes till hans efterträdare. Hyojeong hade en hög och säkrad status som änkedrottning vid hovet, men den yngre bland flera änkedrottningar saknade hon inflytande och lättade sin tristess genom att ta hand om de yngste hovdamerna. 